# Hadewijch d'Anvers
Hadewijch d'Anvers   (Anvers, segle XIII - Anvers, c. dècada del 1260) va ser una beguina i escriptora, una de les creadores de la poesia neerlandesa i la base del corrent espiritual renano-flamenc. Joan de Ruusbroec la va copiar sense citar-la i el Mestre Eckhart s'hi va inspirar. Va escriure les seves obres entre 1220 i 1240.

## Biografia
Tenia una gran cultura, tant profana com teològica. Coneixia la Bíblia i el llatí, tenia coneixements profunds de teologia i retòrica i havia llegit la poesia de les Trobadores d'Occitània. L'única influència que cita a les seves obres, en una ocasió, és la de Bernat de Claraval, però estudiosos asseguren que les obres indiquen que havia llegit també Guillem de Saint Thierry i Ricard de Saint Victor. Aquest coneixement el va adquirir o bé per procedir d'una família noble, o bé per haver-se format en una comunitat de beguines de la primera generació. En qualsevol cas, segur que no el va adquirir dins un monestir, pel seu coneixement de l'amor cortès.
Va ser una mestra espiritual que va tenir un grup de deixebles als qui aconsellava. Per motius desconeguts va haver de marxar després de ser amenaçada de desterrament i presó. Aquest exili la va obligar a abandonar les seves companyes Sara, Emma i Margarida, el que li va causar un profund dolor.

## Obres
Els seus escrits estan formats per tres llibres, Poemes, Cartes i Visions. En la seva poesia va interrogar-se sobre l'amor, que identificava amb Déu. La seva poesia té una musicalitat especial.
Un deixeble del místic medieval Joan de Ruusbroek, en concret Jan de Leuwen, la va citar als seus escrits, el que va donar-ne difusió. No va ser fins a mitjan segle xix que la seva obra es redescobrí.
El 2009 se'n va fer una pel·lícula que porta el seu nom.